# Província d'Ancona
La província d'Ancona és una província que forma part de la regió de les Marques dins Itàlia. La seva capital és Ancona.
Mirant cap a l'est al mar Adriàtic, limita al nord i a l'oest amb la província de Pesaro i Urbino, al sud amb la província de Macerata i a l'oest amb l'Umbria (província de Perusa).
Té una àrea de 1 963,22 km², i una població total de 474.822 hab. (2016). Hi ha 47 municipis a la província.